# Пал Ердеш
Пал Ердеш  (угор. Erdős Pál МФА: [ˈɛrdøːʃ], англ. Paul Erdős; 26 березня 1913, Будапешт, Угорщина — 20 вересня 1996, Варшава, Польща) — угорсько-єврейський математик, відомий своєю ексцентричністю та надзвичайною продуктивністю. Ще за життя він став легендою серед математиків.
Співпрацював одночасно з сотнями інших колег над проблемами з комбінаторики, теорії графів, теорії чисел, класичного аналізу, теорії наближених обчислень, теорії множин та теорії ймовірностей.
Не приділяючи уваги земним благам кочував з одного наукового конгресу на інший або від одного колеги до іншого; часто говорив про Книгу, в якій Господь зберігає ідеальні доведення математичних законів.

## Біографія
26 березня 1913 р. у Будапешті (на той час Австро-Угорщина) третьою дитиною у сім'ї єврейських учителів математики народився Пал. Його старші сестри померли у віці 3 та 5 років, ще до народження хлопця. Тож він був єдиною дитиною Анни (Anna) та Лайоша (Lajos) Ердешів. Батьки були вільнодумцями в релігійних питаннях, що й передали сину.
1914 р. — під час Першої світової війни батько потрапив у російський полон. Мати продовжувала викладати математику, тож Пала виховувала німецька гувернантка.
1916 р. — трирічним малюком він уже вмів рахувати, а в 4 роки обраховував у голові вік друзів сім'ї у секундах. Мати, боячись інфекційних захворювань, які стали причиною смерті доньок, намагалась оберігати сина від контактів із людьми і винаймала приватного вчителя.
У побуті Ердеш дуже залежав від матері (померла 1971 року). За його ж власними спогадами, він лише в 11 років навчився зав'язувати шнурівки; в 21 рік вперше намастив хліб маслом. Старші класи Пал відвідував лише щодругий рік, бо мати, намагаючись оберегти його, постійно змінювала свою думку щодо школи.
1919 р. — у часи Угорської Радянської Республіки мати Пала стає директором школи. 1920 р. — зі зміною влади та початком правління адмірала Міклоша Горті її звільнили з роботи. Цього ж року повернувся батько, який під час полону вивчив англійську мову і почав навчати її свого сина. Проте батько не володів правильною вимовою, і син на все життя зберіг дуже своєрідний акцент.
17-річним юнаком (1930) Пал вступив до Будапештського університету (з 1928 р. євреям дозволили навчатись у вищих навчальних закладах Угорщини, якщо вони перемагали у національних конкурсах).
1934 р. — отримав звання доктора математики. Цього ж року залишив Угорщину і переїхав до Манчестера (Велика Британія), де отримав стипендію. Співпрацював з Гарольдом Девенпортом (Harold Davenport). Подорожуючи Англією, познайомився з відомими математиками того часу: Ґодфрі Гарді (Кембридж) і Станіславом Улямом, який еміґрував зі Львова.
1938 р. — перша посада в США (науковий стипендіат Принстонського університету, Нью-Джерсі). Проте не затримався тут надовго, бо керівництво університету вважало його «дивакуватим і нетрадиційним». З того часу призвичаївся кочувати з одного математичного інституту до іншого, не витримуючи довго на одному місці. Так подорожував до останніх днів життя.
1941 р. — під час Другої світової війни разом із колеґами Артуром Стоуном та Шізуо Какутані його заарештувало ФБР, але після допиту вчених було звільнено. Виїхавши на природу до моря, вони не помітили вивіски «Вхід заборонено», побували на пагорбі з вежею та зробили декілька світлин на згадку, за що були звинувачені у шпіонажі. Непорозуміння було швидко вирішене, але факт запису до актів ФБР перешкоджав йому пізніше в часи непримиренного антикомунізму в США (1940-1950-ті роки).
У лютому 1948 р. Ердеш зміг після 10-літньої розлуки відвідати свою матір і друзів в Угорщині. Через початок «холодної» війни і закриття кордонів йому вдалось виїхати з країни лише в лютому 1949 р.
1952 р. — отримав місце в університеті Нотр Дам (США), до цього три роки кочував між Англією та США.
1954 р. — незважаючи на попередження комісії Джозефа Маккарті про втрату права повернутись при виїзді за межі США, Ердеш вирушив на конференцію до Амстердаму і втратив «зелену карту».
У 1960-х рр. він погодився працювати в Єрусалимському університеті, бо в Англії та Нідерландах його перебування було небажаним. Лише 1963 р., після багатьох відхилених запитів, він отримав дозвіл на в'їзд до США. Офіційно причину відмов не називали. Пізніше на основі службових документів виявилось, що негативно вплинули арешт у 1941 році та знайомство з китайським математиком Лу-Кенґ Хуа (Loo-Keng Hua).
30 років він офіційно вважався працівником університету в Єрусалимі, насправді ж, за своєю уже звичною манерою, подорожував з одного універститету до іншого, щоби співпрацювати з колегами-математиками. У цій співпраці Ердеш опублікував близько 1500 наукових статей (більше за будь-якого науковця-математика). Це стало приводом появи «чисел Ердеша». Так, математикам, що напряму працювали з Ердешем, ставлять у відповідність число Ердеша «один» (509 осіб). Ті, хто працював з кимось, хто має число 1, але не працював з самим Ердешем, дістають число Ердеша «два» тощо.
Щоб продуктивніше працювати, Ердеш спав лише 4-5 годин на добу і вживав амфетаміни, зокрема бензедрин (Benzedrine). 1979 року він заклався на 500 доларів з американським математиком Рональдом Гремом (англ. Ronald Graham; своїм тривалим співавтором і гостинним господарем), що протримається без наркотиків 30 днів. Вигравши заклад, він одразу ж продовжив вживання наркотиків. За власними словами, це парі відкинуло його в математиці на місяць назад:
Before, when I looked at a piece of blank paper my mind was filled with ideas. Now all I see is a blank piece of paper 

(«Раніше, коли я дивився на чистий аркуш паперу, моя голова була сповнена ідеями. Тепер, все що я бачу — це лише чистий папір»).
Помер 20 вересня 1996 р. у віці 83 років від серцевого нападу на конференції у Варшаві.
Ніколи не був одружений і не залишив нащадків. Усі зароблені будь-коли гроші віддавав на підтримку талановитих студентів або призначав як премію за розв'язання складних задач.
Підписав «Попередження вчених людству» (1992).

## Праця та погляди
Ердеш, відомий своєю ексцентричністю, мав цікавий погляд на життя. Так у 1985 р., викладаючи, він казав «You don't have to believe in God, but you should believe in The Book.» («Ви можете не вірити в Бога, проте ви повинні вірити в Книгу»). Бога ж називав верховним фашистом (англ. Supreme Fascist, SF) та звинувачував його в зникненні шкарпеток та угорських паспортів, а також у приховуванні найелегантніших математичних доведень людей. Зустрівши гарне математичне доведення, Ердеш казав: «This one's from The Book!»: «Це — із Книги!».
Ердеш був одним з найплідніших математиків, що коли-небудь публікували свої праці — другим після Леонарда Ейлера. «Якщо Ейлер видав більше сторінок, то Ердеш більше статей». Він написав понад 1 500 математичних статей у співавторстві з 509 колегами й щиро вірив і доводив у житті, що математика це соціальна діяльність.

### Співпраця з іншими математиками
Головним чином Ердеш працював у галузі теорії чисел та комбінаториці. Окрім того він був першим у використанні доведень теорії ймовірності у теорії чисел і теорії графів. Його мало цікавила розбудова певних теорій, більший інтерес викликали спеціальні проблеми, особливо їх якомога прості, елегантні та наочні доведення.
Ще 1931 року, коли він був студентом у Будапешті, знайшов елегантне елементарне доведення постулату Бертрана (фр. Joseph Louis François Bertrand, 1845): {\displaystyle \forall \ n>1\ \exists \ p} — просте, {\displaystyle n\,<\,p\,<\,2n} (вперше доведено Пафнутієм Львовичом Чебишовим, 1850)
У комбінаториці він працював зокрема над екстремальною теорією графів, питаннями комбінаторики в елементарній геометрії і теорії Рамсея (Frank Plumpton Ramsey). Тут він був причетний до доведення теореми Ердеша — Секереша (угор. George-Szekeres) 1935 року.
1939 р. він разом з Марком Кацом довів теорему Ердеша — Каца про те, що кількість простих дільників числа є, в деякому сенсі, нормально розподіленою. Ердеш дізнався про це припущення на лекції Каца у Принстоні і після лекції прийшов з доведенням теореми.
1949 р. він одночасно з Атле Зельберґом (норв. Atle Selberg) навів елементарне (тобто без застосування теорії функцій) доведення теореми про прості числа. Сталось так, що саме Зельберґ отримав за це доведення медаль Філдса.
У серії праць з Альфредом Реньї він у 1959—1968 рр. розвивав теорію випадкових графів (m вершин і n ребер), зокрема їм вдалось довести залежність структури і появи нових властивостей від величини графу. Це пізніше відіграло роль в інформатиці.
Окрім теорем, Ердеш відомий завдяки своїм гіпотезам.

### Публікації
- Після його смерті вийшла книга «Доведення з Книги» (англ. «Proofs From The Book», вперше у 1998 р.), в котрій опубліковано 32 (у третьому виданні — 35) доведення теорем з різних математичних галузей: геометрії, комбінаторики, мат. аналізу, теорії графів, теорії чисел. Значний внесок до цього видання доклав сам Пал Ердеш.
- Справа зведення численних праць Ердеша — задача дуже важка з огляду на величезний діапазон публікацій (як у часових, так і в просторових рамках). Дещо в цьому напрямку зроблено Інститутом Реньї[10].
- 1993 р. під назвою «N — це Число: Портрет Пала Ердеша»[11] вийшов документальний фільм про життя вченого та за його участю.